# Шелдон, Джейси
Джейси Рей Шелдон (англ. Jacy Rae Sheldon; родилась 23 августа 2000 года в Олмстед-Фолсе, штат Огайо, США) — американская профессиональная баскетболистка, выступающая в женской национальной баскетбольной ассоциации в команде «Вашингтон Мистикс». Она была выбрана на драфте ВНБА 2024 года в первом раунде под пятым номером клубом «Даллас Уингз». Играет на позиции разыгрывающего защитника.

## Ранние годы
Джейси Шелдон родилась 23 августа 2000 года в городе Олмстед-Фолс (штат Огайо) в семье Дуэйна и Лоры Шелдон, у неё есть младшие брат, Аджай, и сестра, Эмми, училась же она немного южнее, в городе Даблин, в средней школе Даблин Коффман, в которой выступала за местную баскетбольную команду «Шэмрокс». В предпоследнем классе она набирала по 26,1 очка, 6,3 подбора, 6,0 передачи и 5,2 перехвата в среднем за игру, разделив звание лучшего игрока первого дивизиона штата по версии ассоциации спортивных журналистов с Кирстен Белл. В последнем классе она в матче против команды академии Истмура набрала рекордные в школьной карьере 52 очка. В выпускном классе она набирала по 28,3 очка, 7,1 подбора, 6,5 передачи и 5,1 перехвата в среднем за игру, выиграв звание лучшего игрока первого дивизиона штата по версии ассоциации баскетбольных тренеров. Шелдон закончила старшую школу, став лучшим игроком франшизы по очкам, передачам и перехватам, а также трижды включалась в первую сборную всех звёзд штата. По окончании школы она решила поступить в университет штата Огайо, чтобы играть на студенческом уровне за команду «Огайо Стэйт Бакайс».

## Студенческая карьера
4 февраля 2021 года Шелдон набрала рекордные для себя 29 очков в победном матче против «Айова Хокайс» (92:87). В своём втором сезоне набирала по 16,7 очка, 3,7 подбора, 2,6 передачи и 1,8 перехвата в среднем за игру, за что по его итогам была включена во вторую сборную всех звёзд конференции Big Ten. 12 января 2022 года Джейси набрала рекордные для себя 33 очка, 6 подборов и 6 передач в победном матче против «Мичиган Стэйт Спартанс» (89:83). В своём третьем сезоне набирала по 19,7 очка, 3,7 подбора, 4,2 передачи и 1,9 перехвата в среднем за игру, за что по его итогам была включена в первую сборную всех звёзд и сборную всех звёзд защиты конференции Big Ten. Большую часть своего четвёртого сезона пропустила из-за травмы стопы, сыграв всего в 13 играх, в которых набирала по 13,2 очка, 3,6 подбора, 3,5 передачи и 3,5 перехвата в среднем за игру. Несмотря на то, что её считали потенциальным претендентом на выбор в первом раунде драфта 2023 года, Джейси вернулась в «Бакайс» на пятый сезон.

## Профессиональная карьера
В 2024 году Шелдон выставила свою кандидатуру на драфт ВНБА, на котором была выбрана в первом раунде под общим пятым номером клубом «Даллас Уингз». В дебютном сезоне «Уингз» заняли лишь одиннадцатое место, Шелдон же провела все 40 матчей, 26 из них в стартовом составе, набирая по 5,4 очка, 2,1 подбора и 2,5 передачи в среднем за игру, также реализуя 38,6 % бросков с игры, 30,9 % бросков из-за дуги и 92,6 % штрафных.
2 февраля 2025 года состоялась четырёхсторонняя сделка между клубами «Коннектикут Сан», «Финикс Меркури», «Индиана Фивер» и «Даллас Уингз», в результате которой Шелдон, Наташа Клауд и Ребекка Аллен были обменены в «Сан» вместе с восьмым номером драфта 2025 года, в «Уингз» отправились Диджоней Каррингтон, Тайаша Харрис, Налисса Смит и Микия Херберт Харриган, а также двенадцатый номер того же драфта.